# 2052
2052 — високосний рік за григоріанським календарем, який починається в понеділок. Це 2052 рік нашої ери, 52 рік 3 тисячоліття, 52 рік XXI століття, 2 рік 6-го десятиліття XXI століття, 3 рік 2050-х років.

## Очікувані події
30 березня 2052 відбудеться повне сонячне затемнення, що пройде через Мексику, дельту Міссісіпі, а згодом продовжиться в савані.

## Вигадані події
- Дія роману Джона Крістофера «Гвардійці» проходить з 2052 по 2053 рік. [джерело?]
- 2052 року відбуваються події в Deus Ex.
- 2052 року відбуваються події в TimeSplitters: Future Perfect[en]
- 2052 року відбуваються події в Wipeout[en]